# Красимир Кочев
Красимир Симеонов Кочев е български борец.

## Биография
Роден е на 4 май 1974 година в Петрич. Започва да тренира свободна борба в клуб „Славия“ в София и от 1991 година участва в международни състезания, като печели сребърен (2001) и бронзов медал (2003) на световни първенства, състезавайки се в категория до 96 килограма. Участва и на Олимпийските игри през 2000 и 2004 година. През 2003 година е носител на златния пояс "Дан Колов". 
Умира след дълго боледуване на 23 януари 2025 година на 50-годишна възраст.